# Cassipourea leptoneura
Cassipourea leptoneura är en tvåhjärtbladig växtart som beskrevs av J.-j. Floret. Cassipourea leptoneura ingår i släktet Cassipourea, och familjen Rhizophoraceae. Inga underarter finns listade i Catalogue of Life.